# هدد (تعز)
هدد هي إحدى قرى الجمهورية اليمنية. تتبع جغرافيا لمحافظة تعز وإداريًا لمديرية الشمايتين. يبلغ تعداد سكانها 3094 نسمة حسب الإحصاء الذي أجري عام 2004وينسبوا سكانها الى قبيله البشيري التابعة الى غبيرة الابشور .